# كلية كينيدي للعلوم
تم تسمية كلية ويليام جيه وجون ف. كينيدي للعلوم بجامعة ماساتشوستس لويل على اسم عائلة كينيدي وهي عائلة مختلفة عن تلك السياسية.
جون ف. كينيدي هو أحد خريجي معهد لويل التكنولوجي عام 1970. اندمج معهد لويل التكنولوجي مع كلية لويل الحكومية لتصبح جامعة لويل في عام 1972. انضمت إلى نظام UMass في عام 1991 لتصبح Umass Lowell.
تضم الكلية ستة أقسام: العلوم البيولوجية ، والكيمياء ، وعلوم الكمبيوتر ، والبيئة ، وعلوم الأرض والغلاف الجوي ، والعلوم الرياضية ، والفيزياء والفيزياء التطبيقية. وعميد كلية كينيدي للعلوم حاليا عالم الفيزياء جزائري الأصل نور الدين مليكيشي .

## تاريخ الكلية
كلية العلوم البحتة والتطبيقية : (تاريخ الإنشاء غير معروف ، ربما عندما تم إنشاء معهد لويل التكنولوجي عام 1955)
كلية الآداب والعلوم : 1992-1996
- تم إنشاء كلية الآداب والعلوم عندما تم دمج كلية العلوم البحتة والتطبيقية وكلية الآداب.

كلية الآداب والعلوم - شعبة العلوم : 1996-2010
كلية الآداب والعلوم - قسم الفنون الجميلة والعلوم الإنسانية والاجتماعية : 1996-2010
- تم تقسيم كلية الآداب والعلوم إلى قسمين داخل الكلية مع عمداء لكل قسم (العلوم: روبرت تامارين ؛ FAHSS: نانسي كلينفسكي). تم دمج كلية الفنون الجميلة في قسم العلوم الإنسانية والاجتماعية لتشكيل قسم الفنون الجميلة والعلوم الإنسانية والاجتماعية (ربما 1997. )

كلية العلوم: 2010-2015
- كلية الآداب والعلوم - شعبة العلوم وكلية الآداب والعلوم - قسم الفنون الجميلة والعلوم الإنسانية والاجتماعية انقسمت رسميًا في عام 2010 لتشكيل كليات فردية (كلية العلوم وكلية الفنون الجميلة والعلوم الإنسانية والاجتماعية علوم).

كلية ويليام جيه وجون ف.كينيدي للعلوم : 2015 حتى الوقت الحاضر
- تمت إعادة تسمية كلية العلوم في عام 2015 لتُعرف باسم كلية ويليام جيه وجون ف. كينيدي للعلوم. William J. Kennedy '54 هو الأخ الأكبر الراحل لـ John F. Kennedy '70. كلاهما من خريجي الكلية السابقة UMass Lowell ، معهد Lowell التكنولوجي.

### عمداء الكلية
| التواريخ غير معروفة   | جوزيف سلامون                      |
| غير معروف - 1984-1985 | نيكولاس رينريكا                   |
| 1984-1985-1992        | آرثر واترسون                      |
| 1992 - 1995           | حميد شيرفاني                      |
| 1995-1996             | كينيث ليفاسور (عميد مؤقت)         |
| 1996 - 2012           | روبرت تامارين                     |
| 2012 - 2016           | مارك هاينز (القائم بأعمال العميد) |
| 2016 حتى الآن         | نور الدين مليكيشي                 |

## الأقسام

### العلوم البيولوجية
برامج درجة قسم العلوم البيولوجية هي علم الأحياء والمعلوماتية الحيوية والتكنولوجيا الحيوية والبيئة ، بالإضافة إلى خيار التخصص الفرعي في العلوم البيولوجية. الدكتور مايكل جريفز هو الرئيس المؤقت للقسم. يضم القسم أكثر من 20 أستاذًا ومحاضرًا.

### الكيمياء
يقوم قسم الكيمياء بتدريب الطلاب ليكونوا كيميائيين تقنيين بالإضافة إلى السماح لهم باستكشاف مسارات البحث. يقدم القسم درجات البكالوريوس والماجستير والدكتوراه. طلاب الكيمياء الذين يسعون للحصول على درجة البكالوريوس لديهم خيار التركيز في علوم الطب الشرعي والكيمياء الحيوية وكيمياء جيرال. الكيمياء العامة والكيمياء البيئية والكيمياء الحيوية وعلوم البوليمر هي تخصصات مختلفة لشهادات الدراسات العليا.
الدكتور ديفيد رايان هو رئيس القسم ومتخصص في الكيمياء التحليلية والبيئية. يضم قسم الكيمياء أكثر من 20 عضو هيئة تدريس بالإضافة إلى 150 طالبًا جامعيًا و 100 طالب دراسات عليا.

### علوم الكمبيوتر
يقدم قسم علوم الكمبيوتر برامج درجة البكالوريوس والماجستير والدكتوراه ، كما أنه موطن لبرنامج الروبوتات الثانوي. تعد علوم الكمبيوتر العامة ، والأمن السيبراني ، وعلوم البيانات ، والمعلوماتية الحيوية ، أديرة مختلفة يوفرها القسم. المعرفة المسبقة بالبرمجة ليست مطلوبة في هذا التخصص.
رئيس القسم هو الدكتور حاييم ليفكويتز ، الذي يركز على الرسومات والتصوير وواجهات المستخدم.

### علوم البيئة والأرض والغلاف الجوي
يركز قسم علوم البيئة والأرض والغلاف الجوي (EEAS باختصار) على علوم الأرض مثل الأرصاد الجوية والدراسات البيئية والجيولوجيا . رئيس القسم هو الدكتور دانيال أوبريست ، الذي تم تعيينه في عام 2017. يركز الدكتور أوبريست على التلوث البيئي وعلوم الغلاف الجوي.

### علوم الرياضيات
الدكتور تيبور بيك هو رئيس القسم. تشمل بعض التركيزات في قسم الرياضيات الرياضيات التطبيقية والحاسوبية وتطبيقات الأعمال والإحصاء والمعلوماتية الحيوية وخيار التدريس. يتم توفير برنامج الدكتوراه في الرياضيات الحسابية والذي يعد أيضًا جزءًا من قسم علوم الكمبيوتر.

### الفيزياء والفيزياء التطبيقية
يحتوي قسم الفيزياء على مسارات لشهادات البكالوريوس والماجستير والدكتوراه. تركيزات الدرجة المقدمة هي الفيزياء العامة وعلم الفلك والضوئيات وعلوم الصحة الإشعاعية . في عام 2016 أطلق أستاذ من القسم والعميد قمرًا صناعيًا إلى المريخ مع وكالة ناسا . قام مفاعل أبحاث UMass Lowell النووي بالعمل مع وكالة ناسا والجيش والعديد من شركات التكنولوجيا الفائقة الخاصة.  رئيس القسم هو الدكتور روبرت جايلز ، المتخصص في فيزياء الليزر التجريبية والبصريات.

## مراكز البحوث والمختبرات المتخصصة
يوفر مركز New England Robotics Validation and Experimentation مرفقًا للبحث والاختبار والتدريب للباحثين الأكاديميين والشركات التي تعمل مع الروبوتات. تشمل بعض الشراكات iRobot و Google و NASA.
يجري مختبر علوم الفضاء أبحاثًا تجريبية وتحليلية لتزويد الباحثين والشركات بالمعلومات المتعلقة بعلوم الغلاف الجوي والفضاء.
يستخدم مختبر تكنولوجيا الموجات الدقيقة في UML تقنية رادار تيراهيرتز لإنشاء حلول تشتيت وتصوير ثلاثية الأبعاد للجهات الراعية.